# 巧克洛可 (阿拉巴馬州)
巧克洛可（英語：Choccolocco）是一個位於美國阿拉巴馬州卡爾霍恩縣的非建制地區和人口普查指定地區。根據2010年美國人口普查，該地人口為2804人。

## 地理
巧克洛可的座標為33°39′33″N 85°42′13″W / 33.659167°N 85.703611°W，而該地最高點為海拔高度207米（即679英尺）。